# Milo Ventimiglia
Milo Anthony Ventimiglia (Anaheim, 8 luglio 1977) è un attore statunitense.
Particolarmente noto per i ruoli sul piccolo schermo di Peter Petrelli in Heroes, per cui ha vinto il premio come miglior attore di TV azione/avventura ai Teen Choice Awards 2008, e di Jack Pearson nella pluripremiata This Is Us, per cui ha ricevuto tre candidature come Miglior attore protagonista in una serie drammatica ai premi Emmy 2017, 2018 e 2019, ha recitato anche in diversi film tra cui Rocky Balboa e Attraverso i miei occhi.

## Biografia
Nato ad Anaheim, in California, l'8 luglio 1977 da Peter Ventimiglia, statunitense di origini siciliane, e Carol Wilson, statunitense di origini irlandesi, inglesi, scozzesi e francesi, si diploma alla El Modena High School di Orange nel 1995, vincendo una borsa di studio estiva per studiare al prestigioso Conservatorio teatrale americano di San Francisco. Si è laureato in teatro all'Università della California a Los Angeles.
La sua prima apparizione in televisione risale al 1995 come personaggio minore nella serie televisiva Willy, il principe di Bel Air. L'anno seguente è stato protagonista del cortometraggio Must be the Music, particolarmente apprezzato dalla critica al Sundance Film Festival e trattante il tema dell'omosessualità negli Stati Uniti, interpretando poi diversi personaggi secondari in serie di successo come Sabrina, vita da strega, CSI - Scena del crimine, Boston Public e Law & Order - Unità vittime speciali. Nel 2000 veste i panni del giovane Jedd Perry come protagonista della serie Fox Opposite Sex, a cui segue il ruolo che lo ha reso famoso agli occhi del pubblico giovanile: quello di Jess Mariano in Una mamma per amica.
Negli anni successivi ha interpretato Chris Pierce nella serie TV American Dreams (2004-2005), recitando poi nel thriller Cursed - Il maleficio (2005) e nell'horror Stay Alive (2006). Sempre nel 2006 ha vestito i panni di Robert "Rocky" Balboa Jr. nel film Rocky Balboa, sesto capitolo della saga ideata da Sylvester Stallone, iniziando poi ad interpretare il ruolo di Peter Petrelli nella serie NBC Heroes. Proprio interpretando Petrelli, ha ottenuto una candidatura come Miglior supereroe agli Scream Awards 2007, per poi vincere il premio come Miglior attore di TV azione/avventura ai Teen Choice Awards 2008. Ha ottenuto inoltre una candidatura come Miglior attore non protagonista televisivo ai Saturn Awards 2009.
A partire dal 2016 è tra i protagonisti della pluripremiata serie This Is Us, in cui interpreta Jack Pearson, ruolo per cui ha ricevuto tre candidature come Miglior attore protagonista in una serie drammatica ai premi Emmy 2017, 2018 e 2019, una candidatura come Miglior attore in una serie drammatica alla 24ª edizione dei Critics' Choice Awards, una candidatura come Attore preferito in una nuova serie TV ai People's Choice Awards 2017 e come Star maschile in una serie TV agli E! People's Choice Awards 2019. Una scena girata con Lonnie Chavis ha inoltre vinto il premio come Miglior scena strappalacrime agli MTV Movie & TV Awards 2017. Dal 2022 gli è dedicata una stella lungo la celebre Hollywood Walk of Fame.

### Vita privata
Vegetariano fin da bambino, nel 2009 è stato eletto dalla PETA US come vegetariano più sexy dell'anno. Ha avuto una relazione dal 2002 al 2006 con Alexis Bledel, conosciuta sul set di Una mamma per amica, nel quale Ventimiglia interpretava Jess Mariano, il ragazzo della co-protagonista Rory Gilmore (interpretata appunto da Bledel). Dal 2007 al 2009 ha frequentato Hayden Panettiere. Nel 2023 si è sposato con la modella Jarah Mariano.

## Filmografia

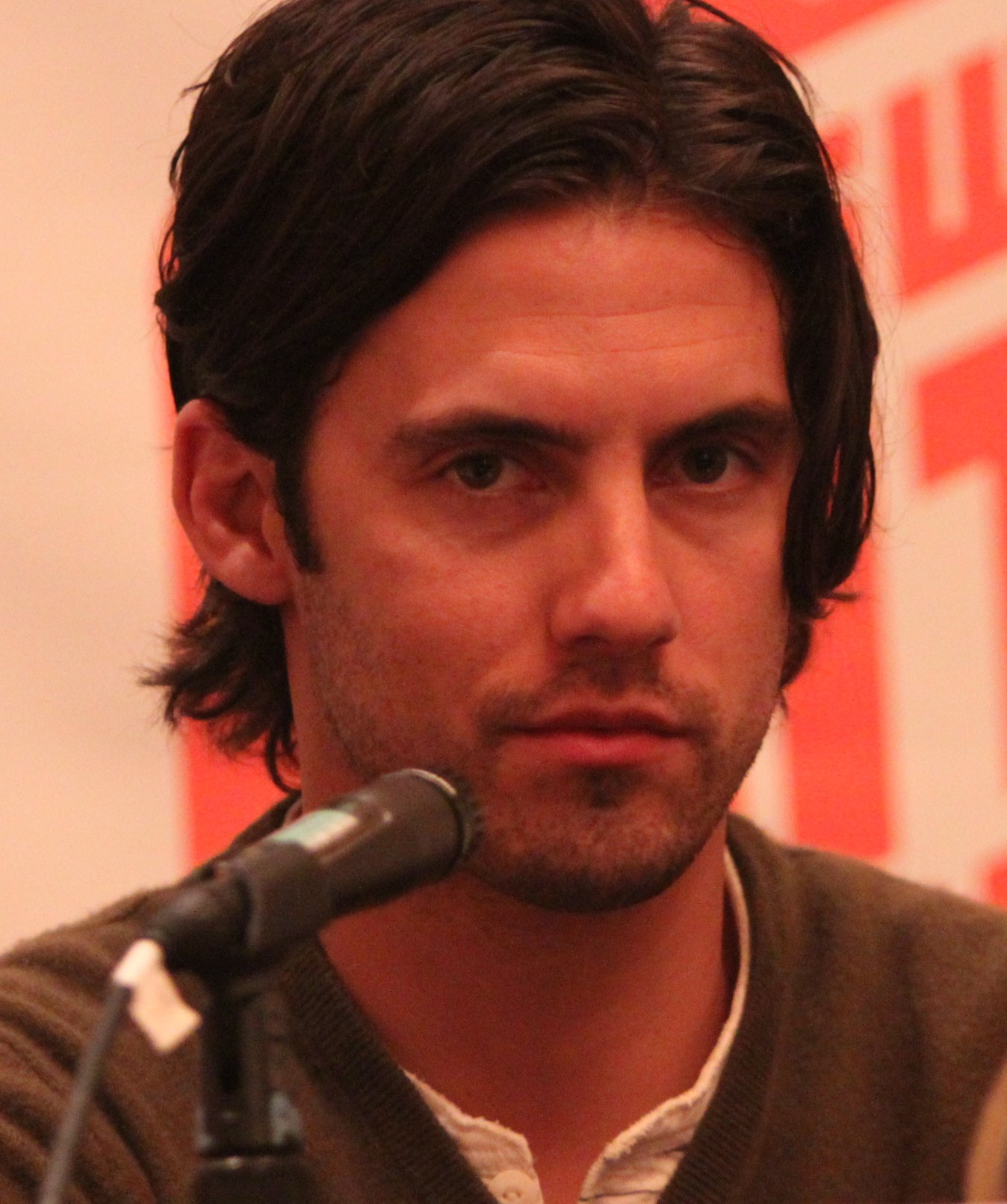
Milo Ventimiglia nel 2010

### Attore

#### Cinema
- Must be the Music, regia di Nickolas Perry (1996)
- Kiss Me, regia di Robert Iscove (1999)
- Speedway Junky, regia di Nickolas Perry (1999)
- Massholes, regia di John Chase (2000)
- Winter Break, regia di Marni Banack (2003)
- Cursed - Il maleficio (Cursed), regia di Wes Craven (2005)
- Dirty Deeds, regia di David Kendall (2005)
- Stay Alive, regia di William Brent Bell (2006)
- Rocky Balboa, regia di Sylvester Stallone (2006)
- Pathology, regia di Marc Schölermann (2008)
- Gamer, regia di Mark Neveldine e Brian Taylor (2009)
- Blindato (Armored), regia di Nimród Antal (2009)
- Order of Chaos, regia di Vince Vieluf (2010)
- The Divide, regia di Xavier Gens (2011)
- Indovina perché ti odio (That's My Boy), regia di Sean Anders (2012)
- Kiss of the Damned, regia di Xan Cassavetes (2012)
- Static, regia di Todd Levin (2012)
- Breaking at the Edge, regia di Predrag Antonijevic (2013)
- Un weekend da bamboccioni 2 (Grown Ups 2), regia di Dennis Dugan (2013)
- Killing Season, regia di Mark Steven Johnson (2013)
- Grace di Monaco (Grace of Monaco), regia di Olivier Dahan (2014)
- Tell, regia di J. M. R. Luna (2014)
- Walter, regia di Anna Mastro (2015)
- Joker - Wild Card (Wild Card), regia di Simon West (2015)
- Madtown, regia di Charles Moore (2016)
- Devil's Gate, regia di Clay Staub (2017)
- Sandy Wexler, regia di Steven Brill (2017)
- Creed II, regia di Steven Caple Jr. (2018)
- Ricomincio da me (Second Act), regia di Peter Segal (2018)
- Attraverso i miei occhi (The Art of Racing in the Rain), regia di Simon Curtis (2019)
- Land of Bad, regia di William Eubank (2024)

#### Televisione
- Willy, il principe di Bel-Air (The Fresh Prince of Bel Air) – serie TV, episodio 6x04 (1995)
- Sabrina, vita da strega (Sabrina - The Teenage Witch) – serie TV, episodio 1x04 (1996)
- Bayside School - La nuova classe (Saved by the Bell: New Class) – serie TV, episodio 4x14 (1996)
- EZ Streets – serie TV, episodio 1x03 (1997)
- Brooklyn South – serie TV, episodio 1x18 (1998)
- Kelly Kelly – serie TV, episodio 1x05 (1998)
- One World – serie TV, episodio 1x05 (1998)
- Terra promessa (Promised Land) – serie TV, episodio 3x15 (1999)
- Opposite Sex – serie TV, 8 episodi (2000)
- CSI - Scena del crimine (CSI: Crime Scene Investigation) – serie TV, episodio 1x05 (2000)
- Una mamma per amica (Gilmore Girls) – serie TV, 37 episodi (2001-2006)
- Boston Public – serie TV, 4 episodi (2003)
- Law & Order - Unità vittime speciali (Law & Order: Special Victims Unit) – serie TV, episodio 5x11 (2003)
- Gramercy Park, regia di Jeff Bleckner – film TV (2004)
- American Dreams – serie TV, 13 episodi (2004-2005)
- The Bedford Diaries – serie TV, 8 episodi (2006)
- Heroes – serie TV, 68 episodi (2006-2010)
- Suite 7 – serie web, episodio 1x05 (2011)
- The Temp Life – serie web, episodi 5x06-5x07 (2011)
- Mob City – serie TV, 6 episodi (2013)
- Chosen – serie web, 11 episodi (2013-2014)
- Gotham – serie TV, episodi 1x19-1x20-1x21 (2015)
- The Whispers – serie TV, 13 episodi (2015)
- The League – serie TV, episodio 7x10 (2015)
- This Is Us – serie TV, 100 episodi (2016–2022)
- Una mamma per amica - Di nuovo insieme (Gilmore Girls: A Year in the Life) – miniserie TV, episodi 8x03-8x04 (2016)
- Evel - episodio pilota scartato (2020)
- La fantastica signora Maisel (The Marvelous Mrs. Maisel) - serie TV, episodi 4x07, 5x07 (2022-2023)
- The Company You Keep - serie TV, 10 episodi (2023)
- Countdown - serie TV, 1 episodio (2025)

#### Videoclip
- Big Girls Don't Cry di Fergie
- I Can't Make You Love Me di Priyanka Chopra

### Doppiatore
- Robot Chicken – serie animata, episodio 4x02 (2008)
- Iron Man – serie animata, episodio 1x04 (2010)
- Wolverine – serie animata, 12 episodi (2011)
- Blade – serie animata, episodio 1x07 (2011)
- X-Men: Destiny – videogioco (2011)
- Ultimate Spider-Man – serie animata, episodi 3x10-3x12 (2014)

### Regista
- It's a Mall World – Serie TV, 13 episodi (2007)
- Ultradome – Serie TV, episodio 1x02 (2010)
- Suite 7 – Serie TV, episodio 1x05 (2011)
- This Is Us – Serie TV, 3 episodi (2019;2021;2022)

## Premi e riconoscimenti
Bravo Otto
- 2004 – Candidatura a Star maschile in una serie TV per Una mamma per amica

Critics' Choice Awards
- 2019 – Candidatura a Miglior attore in una serie drammatica per This Is Us

Premi Emmy
- 2017 – Candidatura a Miglior attore protagonista in una serie drammatica per This Is Us
- 2018 – Candidatura a Miglior attore protagonista in una serie drammatica per This Is Us
- 2019 – Candidatura a Miglior attore protagonista in una serie drammatica per This Is Us

Hasty Pudding Theatricals
- 2019 – Uomo dell'anno

E! People's Choice Awards
- 2017 – Candidatura ad Attore preferito in una nuova serie TV per This Is Us
- 2019 – Candidatura a Star maschile in una serie TV per This Is Us

Ninfa d'oro
- 2008 – Candidatura a Miglior attore - Drama per Heroes

Saturn Awards
- 2009 – Candidatura a Miglior attore non protagonista televisivo per Heroes

Scream Awards
- 2007 – Candidatura a Miglior supereroe per Heroes

Teen Choice Awards
- 2007 – Candidatura a Miglior attore di TV drammatico per Heroes
- 2008 – Miglior attore di TV azione/avventura per Heroes
- 2017 – Candidatura a Miglior attore di TV drammatico per This Is Us

## Doppiatori italiani
Nelle versioni in italiano delle opere in cui ha recitato, Milo Ventimiglia è stato doppiato da:
- Emiliano Coltorti in Cursed - Il maleficio, Indovina perché ti odio, Killing Season, Gotham, The Whispers, Countdown
- Francesco Pezzulli in Una mamma per amica (ep. 2x21-22), Rocky Balboa, This Is Us, Creed II
- Stefano Crescentini in Joker - Wild Card, Attraverso i miei occhi
- Alessandro Tiberi in Una mamma per amica (st. 4-6), Una mamma per amica - Di nuovo insieme
- Davide Perino in American Dreams, Blindato
- Daniele Natali in Heroes, Law & Order - Unità vittime speciali
- Gabriele Lopez in Stay Alive
- Luca Ghignone in The Divide
- Alberto Bognanni in Kiss of the Damned
- Marco Vivio in Breaking at the Edge
- Niccolò Guidi in Un weekend da bamboccioni 2
- Giorgio Borghetti in Grace di Monaco
- Edoardo Stoppacciaro in Ricomincio da me
- Gabriele Sabatini in Land of Bad
- Corrado Conforti in CSI - Scena del crimine
- Massimiliano Alto in Una mamma per amica (st. 2-3)
- Francesco Venditti in Boston Public
- Fabrizio Manfredi in La fantastica signora Maisel